# Francisco Calvo Serraller
Francisco Calvo Serraller, né à Madrid le 19 avril 1948 et mort le 16 novembre 2018 dans la même ville, est un historien, essayiste, critique d'art, journaliste et universitaire espagnol.

## Biographie
Docteur en philosophie et en lettres de l'université Complutense, c'est un spécialiste de l'historie de l'art qui enseigne l'histoire de l'art contemporain depuis 1989.
Il est membre de l'académie royale des beaux-arts de San Fernando depuis 2001. Il a été directeur du musée du Prado pendant 200 jours. Sa démission intervient après un scandale lié à l'utilisation de la salle des Ménines à des fins promotionnelles.
Il dirige également des travaux sur les arts de la sensualité (1988), la sculpture actuelle : nouvelle dimension artistique de portée internationale (1988), Paysage artistique pour une fin de siècle (1989) et l'influence de Vélasquez dans l'art contemporain (1990).
Il est commissaire de diverses expositions dont Natures espagnoles (1940–1987) Le siècle de Picasso et cinq siècles d'art espagnol.
Une grande partie de son travail est centrée sur l'histoire de la peinture espagnole de la fin des XIXe et XXe siècles.
Le 22 septembre 2017, il est fait doctor honoris causa de l'université de Salamanque aux côtés de Miquel Barceló, lors de la célébration du septième centenaire de la fondation de l'institution.
Francisco Calvo Serraller meurt le 16 novembre 2018 à l'âge de 70 ans des conséquences d'une maladie dégénérative.

## Œuvre principale
En espagnol :
- España, medio siglo de arte de vanguardia (1985)
- El arte visto por los artistas (1987)
- Vanguardia y tradición en el arte español contemporáneo (1989)
- La novela del artista (1991)
- Enciclopedia del arte español contemporáneo (1992)
- Breve historia del Museo del Prado (1994)
- La imagen romántica de España. Arte y arquitectura del siglo XIX (1995)
- El Greco (1995)
- Las Meninas de Velázquez (1996)
- Columnario. Reflexiones de un crítico de arte (1998)
- Libertad de exposición. Una historia del arte diferente (2000)
- El arte contemporáneo (2001).
- Los géneros de la pintura (2005)

Et en français :
- Goya - Peintures, Actes Sud et Imprimerie Nationale, 2009, 320 pages, 31 cm